# Beldanga
Beldanga (en bengali : বেলডাঙা, Bēlaḍāṅā) est une ville et une municipalite du district de Murshidabad, dans l’État du Bengale-Occidental, en Inde. Beldanga est une pôle important du commerce de ce district.